# Jacura (municipalité)
Pour les articles homonymes, voir Jacura.
Jacura est l'une des vingt-cinq municipalités de l'État de Falcón au Venezuela. Son chef-lieu est Jacura. En 2011, la population s'élève à 11 232 habitants.

## Géographie

### Subdivisions
La municipalité est divisée en trois paroisses civiles avec, chacune à sa tête, une capitale (entre parenthèses) :
- Agua Linda (Agua Linda) ;
- Araurima (Araurima) ;
- Jacura (Jacura).